# Ligamentum arteriosum

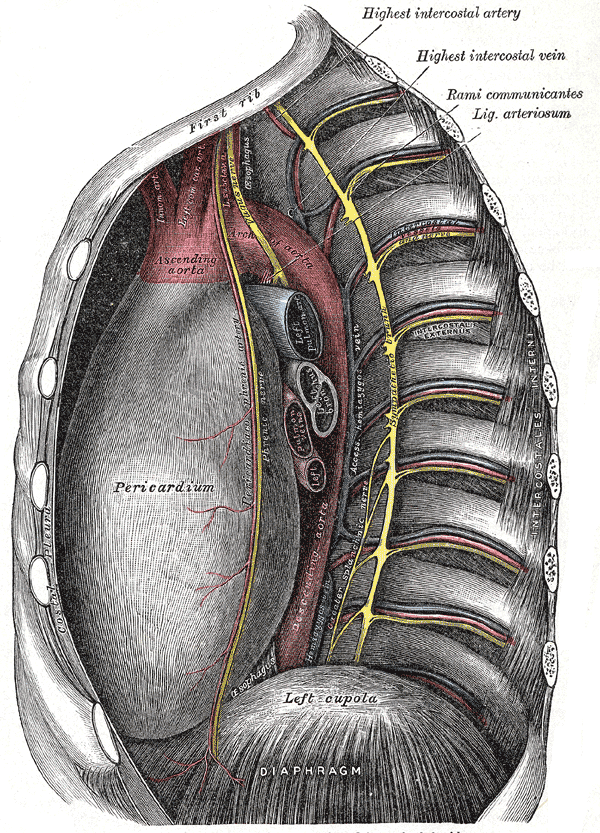
Das Ligamentum arteriosum

Das Ligamentum arteriosum ist ein kleines Band, welches die Oberseite der linken Lungenarterie mit der herznahen Aorta descendens verbindet. Es ist ein Überbleibsel des sich innerhalb der ersten drei Lebenswochen nach der Geburt zurückbildenden Ductus arteriosus, einer fetalen Kurzschlussverbindung des Lungenkreislaufs. Unterbleibt diese Umbildung, spricht man von einem persistierenden Ductus arteriosus. Um das Ligamentum arteriosum zieht der linke Nervus laryngeus recurrens, ein Ast des Nervus vagus, zurück zum Kehlkopf.
Das Band spielt bei größeren Traumata eine Rolle. Vor allem bei Sprüngen aus großer Höhe, kann die plötzliche Verlangsamung zu einem Abriss des Bandes führen und eine Aortendissektion verursachen.